# Talang Arah (Putri Hijau)
Talang Arah is een bestuurslaag in het regentschap Bengkulu Utara van de provincie Bengkulu, Indonesië. Talang Arah telt 936 inwoners (volkstelling 2010).